# Gastromicans hondurensis
Gastromicans hondurensis är en spindelart som först beskrevs av Peckham, Peckham 1896.  Gastromicans hondurensis ingår i släktet Gastromicans och familjen hoppspindlar. Inga underarter finns listade i Catalogue of Life.